# Ignacio Orbaiceta
Orbaiceta  Zabalza est un nom espagnol. Le premier nom de famille, en général paternel, est Orbaiceta ; le second, en général maternel, souvent omis, est Zabalza.
Ignacio Orbaiceta Zabalza (né le 4 avril 1923 à Egüés et mort le 20 avril 2011 à Pampelune,) est un coureur cycliste espagnol. Il a notamment remporté une étape du Tour d'Espagne en 1946.

## Palmarès
- 1939
  - 3e du championnat d'Alava sur route[3]
- 1940
  - Prueba Alsasua
- 1941[3]
  - Championnat de Navarre sur route
  - Prueba Alsasua
  - 1re étape du Tour de Majorque
  - Eibar-Saint-Sébastien
  - 2e de la Cinturón de Bilbao
  - 2e du Circuit de Getxo
- 1942
  - Prueba San Pedro[3]
  - GP Pascuas
- 1943
  - 3e du championnat d'Espagne de cyclo-cross
  - 3e du GP Pascuas
- 1944
  -  Champion d'Espagne des indépendants
  - Championnat de Navarre sur route[3]
  - 3eb, 5e et 7e étapes du Gran Premio de la Victoria[3]
  - GP Pascuas
  - 2e étape du Tour de Catalogne
  - Circuito de la Ribera de Jalón
  - 5e étape du Tour du Levant
- 1945
  - GP Pascuas
  - 2e du championnat d'Espagne de cyclo-cross
  - 2e du Trofeo del Sprint
- 1946
  - Trofeo del Sprint
  - 3e étape du Tour d'Espagne
  - Prueba Loinaz
  - 2e étape du Tour du Guipuscoa[3]
  - 1re et 6e étapes du Tour de Catalogne
  - 2e du Circuit de Getxo
- 1948
  - Championnat de Navarre
- 1949
  - Trofeo del Sprint

## Résultats sur les grands tours

### Tour d'Espagne
1 participation
- 1946 : abandon (7e étape), vainqueur de la 3e étape